# Hughenden Valley
Hughenden Valley es una localidad situada en el condado de Buckinghamshire, en Inglaterra (Reino Unido), con una población estimada a mediados de 2016 de 1961 habitantes.
Se encuentra ubicada al norte de la región Sudeste de Inglaterra, cerca  de la ciudad de High Wycombe, y al noroeste de Londres.